# Estrechos Del Río Mijares
Estrechos Del Río Mijares este o arie protejată (arie specială de conservare — SAC, sit de importanță comunitară — SCI) din Spania întinsă pe o suprafață de 1.255,34 ha, integral pe uscat.

## Localizare
Centrul sitului Estrechos Del Río Mijares este situat la coordonatele 40°07′32″N 0°39′04″W / 40.1256°N 0.651175°V.

## Înființare
Situl Estrechos Del Río Mijares a fost declarat sit de importanță comunitară în iulie 2000 pentru a proteja 6 specii de animale. Situl a fost protejat și ca arie specială de conservare în februarie 2021.

## Biodiversitate
Situată în ecoregiunea mediteraneană, aria protejată conține 4 habitate naturale: Galerii de Salix alba și de Populus alba, Pante stâncoase calcaroase cu vegetație casmofită, Matorral arborescenți cu Juniperus spp., Păduri iberice de Quercus faginea și Quercus canariensis.
La baza desemnării sitului se află mai multe specii protejate:
- mamifere (2): liliacul mediteranean cu potcoavă (Rhinolophus euryale), liliacul mic cu potcoavă (Rhinolophus hipposideros)
- pești (3): Achondrostoma arcasii, Cobitis paludica, Parachondrostoma turiense
- reptile (1): Mauremys leprosa

Pe lângă speciile protejate, pe teritoriul sitului au mai fost identificate 3 specii de plante, 15 specii de păsări, 4 specii de amfibieni, 3 specii de mamifere, 5 specii de pești, 1 specie de reptile.